# Israels Plads (Odense)
Israels Plads i Odense ligger foran Odense Idrætshal. Pladsen fik navnet Israels Plads i 1976 for at markere at byen Petah-Tikva i Israel i 1975 formelt blev venskabsby i Odense.
En af de ældste gader i Petah-Tikva er opkaldt efter H.C. Andersen, således blev 100 året for digterens død i 1975 behørigt fejret sammen med Odense. Forbindelsen mellem Odense og Petah-Tikva går dog tilbage til slutningen af 1960'erne, hvor byerne udvekslede forskellige ting. En spektakulær historie er at Petah-Tikva i vinteren 1973 sendte 75 kasser grapefrugt til Odense, som efterfølgende blev distribueret til byens plejehjem.